# Grenzgraben (Holzbuckau)
Der Grenzgraben ist ein Meliorationsgraben und orographisch rechter Zufluss der Holzbuckau im Landkreis Potsdam-Mittelmark in Brandenburg. Der Graben beginnt auf einer landwirtschaftlich genutzten Fläche, die sich nordwestlich von Glienecke, einem Ortsteil der Stadt Ziesar befindet. Er verläuft zunächst auf einer Länge von Rund 1000 Metern in östlicher Richtung und zweigt dann nach Norden hin ab. Er entwässert dabei die Fußwiesen, die sich westlich des Wenzlower Ortsteils Boecke befinden. Anschließend zweigt er vorzugsweise in nordnordöstliche Richtung ab und nimmt dabei weiteres Wasser auf, das auf den nördlich gelegenen Flächen des Ortsteils anfällt. Der Graben erreicht das Gemeindegebiet von Rosenau und entwässert dort südöstlich des Wohnplatzes Viesener Mühle in die Holzbuckau.